# Koepeloven

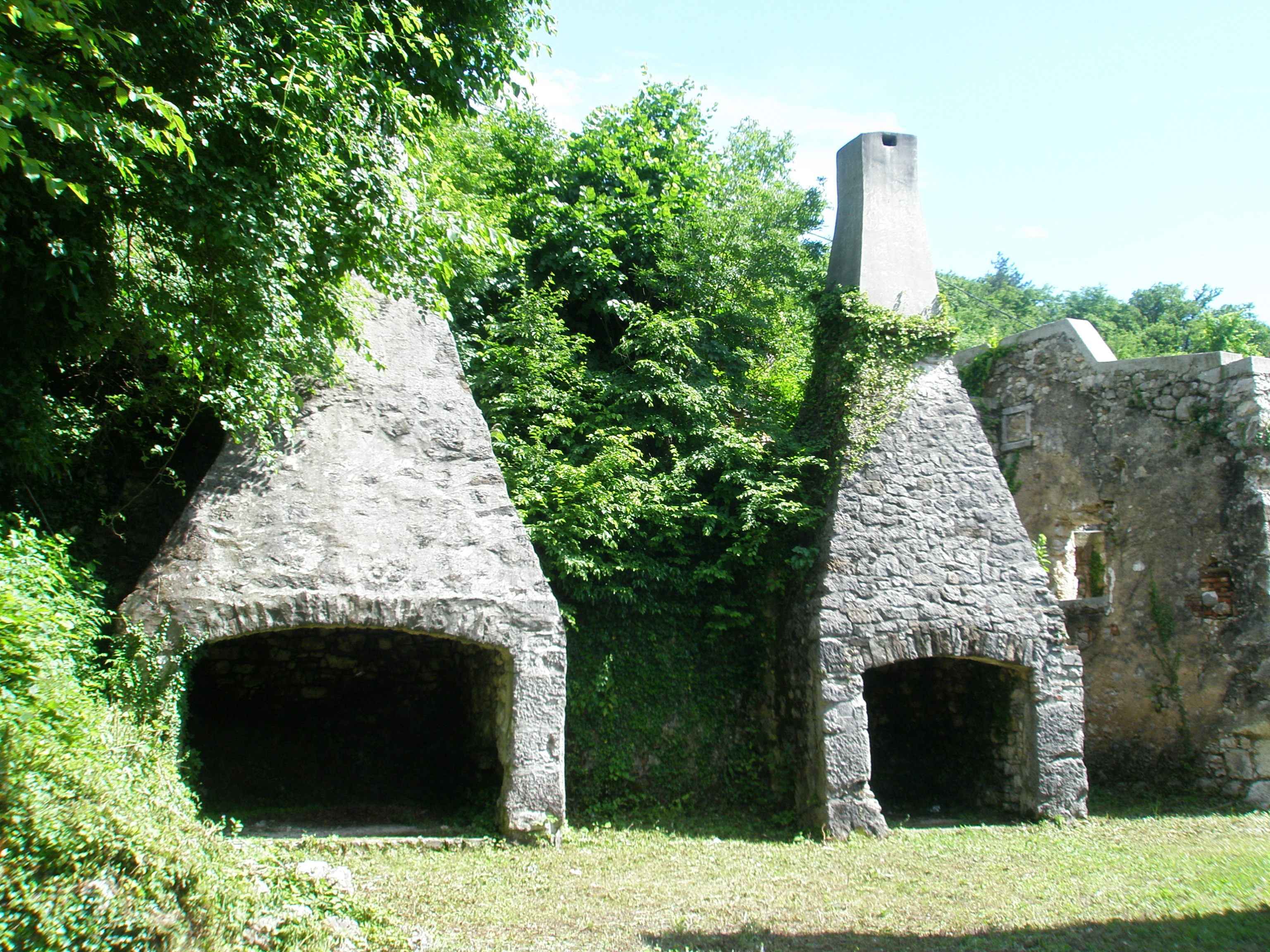
Twee koepelovens in Slovenië

Een Koepeloven is een kleine hoogoven.
Koepeloven is afgeleid van het Latijnse woord cupa wat vat betekent. Soms is een koepeloven koepelvormig, maar ook ovens die buisvormig zijn, vallen onder deze benaming. De schacht wordt volgestort met cokes (gietcokes genaamd), kalksteen, ruwijzer, en ijzerschroot. In deze schacht wordt door een ringleiding lucht ingeblazen, waardoor men een zeer hoge temperatuur kan bereiken.
Bij het bereiden van steenwol wordt een vergelijkbaar procedé gehanteerd. Hierbij wordt in plaats van ruwijzer (of ijzerschroot) steen gesmolten.
Het meest opvallende hierbij is dat bij het verkrijgen van steenwol ijzer (in geringe mate) juist een afvalproduct is, terwijl bij het smelten van ruwijzer (met als doel gietijzer of gietstaal te verkrijgen) siliciumoxide het afvalproduct is.